# トラとミケ
『トラとミケ』は、ねこまき（ミューズワーク）による漫画作品。『女性セブン』（小学館）にて、2018年5月17日号（4月26日発売）より月1回ペースで連載中。
名古屋にあるという設定のどて煮屋を舞台にした、猫の登場キャラクターによる人情ストーリー。

## 登場キャラクター
トラ
声 - 北垣内春香
どて煮屋「トラとミケ」店主。ミケの姉で、しっかり者。
ミケ
声 - 中江恭子
トラの妹で、「トラとミケ」の従業員。
お父ちゃん
声 - 山崎剛士
トラとミケの父親。「トラとミケ」の初代店主。
お母ちゃん
声 - 會田栞子
トラとミケの母親で、既に他界している。
シンちゃん
声 - 鳩岡大輔
トラとミケの幼なじみの写真店店主。
サバちゃん
声 - 森高さとし
店の常連で、ボートレースが好き。
ルミちゃん
声 - 嘉陽光
店の常連で、ネイルサロン店を経営している。
上田さん / 上田のりゆき
声 - 伊藤翔
地元出版社に勤務している。
幻斎じい
声 - 三苫紘平
店の常連で、占い師。

## 書誌情報
- ねこまき（ミューズワーク）『トラとミケ』小学館、既刊3巻（2021年7月8日現在）
  1. 『トラとミケ いとしい日々』、2019年6月18日発売[6]、ISBN 978-4-09-396544-6
  2. 『トラとミケ 2 こいしい日々』、2020年7月16日発売[7]、ISBN 978-4-09-396549-1
  3. 『トラとミケ 3 ゆかしい日々』、2021年7月8日発売[8]、ISBN 978-4-09-396551-4

## Webアニメ
2021年8月5日よりTwitterで公開。ナレーションは宮世真理子。
全12回。12月末日をもって本編動画のTwitter配信も終了される。

### 主題歌
「四季とカスミソウ」
太田家によるイメージソング。作詞は太田彩華、作曲は太田ひさおくん。

### スタッフ
- 原作 - ねこまき[5]
- 企画 - 平田実[5]
- 監督 - 山本雄三[5]
- キャラクター・原画 - Mille*Mille Works.[5]
- 美術監督 - 山田美伸[5]
- 音楽 - 松野恭平[5]
- アニメーション製作 - キャラクション[5]
- 制作 - 月虹

### 各話リスト
| 話数   | 話数  | タイトル         | 配信日        |
| ------ | ----- | ---------------- | ------------- |
| 第1話  | #1-A  | どて煮           | 2021年 8月5日 |
| 第1話  | #1-B  | お茶漬け         | 2021年 8月5日 |
| 第2話  | #2-A  | サバラン         | 8月12日       |
| 第2話  | #2-B  | 寒天ゼリー       | 8月12日       |
| 第3話  | #3-A  | 生ビール         | 8月19日       |
| 第3話  | #3-B  | どて飯           | 8月19日       |
| 第4話  | #4-A  | 味噌󠄀おでん       | 8月26日       |
| 第4話  | #4-B  | 紅生姜のかき揚げ | 8月26日       |
| 第5話  | #5-A  | 冷酒             | 9月2日        |
| 第5話  | #5-B  | とり天           | 9月2日        |
| 第6話  | #6-A  | 古い写真         | 9月9日        |
| 第6話  | #6-B  | かき氷棒         | 9月9日        |
| 第7話  | #7-A  | 機関車           | 9月16日       |
| 第7話  | #7-B  | 銭湯             | 9月16日       |
| 第8話  | #8-A  | 新巻鮭           | 9月23日       |
| 第8話  | #8-B  | 黒豆             | 9月23日       |
| 第9話  | #9-A  | お雑煮           | 9月30日       |
| 第9話  | #9-B  | ボクシング       | 9月30日       |
| 第10話 | #10-A | 遺言状           | 10月7日       |
| 第10話 | #10-B | 熱燗             | 10月7日       |
| 第11話 | #11-A | 絵本             | 10月14日      |
| 第11話 | #11-B | 手紙             | 10月14日      |
| 第12話 | #12-A | ホルモン         | 10月21日      |
| 第12話 | #12-B | 串カツ           | 10月21日      |